# 高島裕
高島 裕（たかしま ゆたか、1967年9月28日 -  ）は歌人。歌誌「未来」選者。

## 経歴
富山県東礪波郡庄川町（現・砺波市）に生まれる。庄川小学校、庄川中学校、富山県立福野高等学校を経て、立命館大学文学部哲学科卒業。
学生時代にはマルクス研究をしながら反代々木派の学生運動に携わっていた。1995年、作歌を始める。1996年、歌誌「未来」に入会し、岡井隆に師事。翌年、上京し清掃業などの肉体労働に従事。現在、南砺市立福光美術館の学芸員。未来年間賞受賞。1998年、作品「首都赤変」で第41回短歌研究新人賞候補。東京にテロが起こる様子を幻視したヴァーチャル・リアリティ的な作品で、塚本邦雄の激賞を得た。2000年、第一歌集『旧制度（アンシャン・レジーム）』（ながらみ書房）で第8回ながらみ書房出版賞を受賞。2001年、アンソロジー『現代短歌一〇〇人二〇首』（邑書林）に参加。
2002年「未来」を退会し、翌年には富山に帰郷。以後は「文机」（2004年～2012年）、「黒日傘」（2013年～）といった個人誌を発行し、活動拠点とした。同人誌[sai]同人。2013年、『饕餮の家』（TOY）で第18回寺山修司短歌賞を受賞。2016年「未来」に再入会。

## 著書
- 歌集『旧制度』 ながらみ書房、1999年
- 歌集『嬬問ひ』 ながらみ書房、2002年
- 歌集『雨を聴く』 ながらみ書房、2003年
- 選集『セレクション歌人17 高島裕集』 邑書林、2004年
- 歌集『薄明薄暮集』 ながらみ書房、2007年
- 散文集『廃墟からの祈り』 北冬舎、2010年
- 歌集『饕餮の家』 TOY、2012年
- 歌集『盂蘭盆世界』 TOY、2021年